# Aechmea ampla
Aechmea ampla är en gräsväxtart som beskrevs av Lyman Bradford Smith. Aechmea ampla ingår i släktet Aechmea och familjen Bromeliaceae. Inga underarter finns listade i Catalogue of Life.